# Rutesheim
Rutesheim ist eine Stadt in Baden-Württemberg und gehört zum Landkreis Böblingen.

## Geographie
Rutesheim liegt in der Südwestecke des Strohgäus, das zum Naturraum Neckarbecken gehört. Die Stadt unmittelbar an der Bundesautobahn 8 (A8) ist fünf Kilometer von Leonberg und sieben Kilometer von Heimsheim entfernt.

### Nachbarorte
Benachbarte Siedlungen sind (von Nordost im Uhrzeigersinn) Heimerdingen, Gebersheim, Leonberg, Eltingen, Warmbronn, Renningen, Malmsheim, Heimsheim, Flacht und Weissach.

### Gemeindegliederung
Zur Gemeinde Rutesheim in den Grenzen vom 31. Dezember 1971 gehörten neben Rutesheim die Siedlung Rutesheim-Heuweg sowie die abgegangenen Ortschaften Aichingen, Bechingen, Miemingen und Hennenhäusle. Zum 1. Januar 1972 wurde das Nachbardorf Perouse eingemeindet, 2008 die Gesamtgemeinde zur Stadt erhoben. Im Stadtteil Perouse leben rund 1.300 Einwohner.

### Schutzgebiete
Zu Rutesheim gehört das nördlich von Heimsheim gelegene Naturschutzgebiet Feuerbacher Heide-Dickenberg, welches zum FFH-Gebiet Calwer Heckengäu gehört. Es grenzt an das Landschaftsschutzgebiet Heimsheim. Südlich von Rutesheim liegt das Landschaftsschutzgebiet Bohlhalde mit Hang und westlich des Ortes das Landschaftsschutzgebiet Schafwäsche. Nördlich von Rutesheim hat die Gemeinde Anteil am FFH-Gebiet Strohgäu und unteres Enztal.

## Geschichte

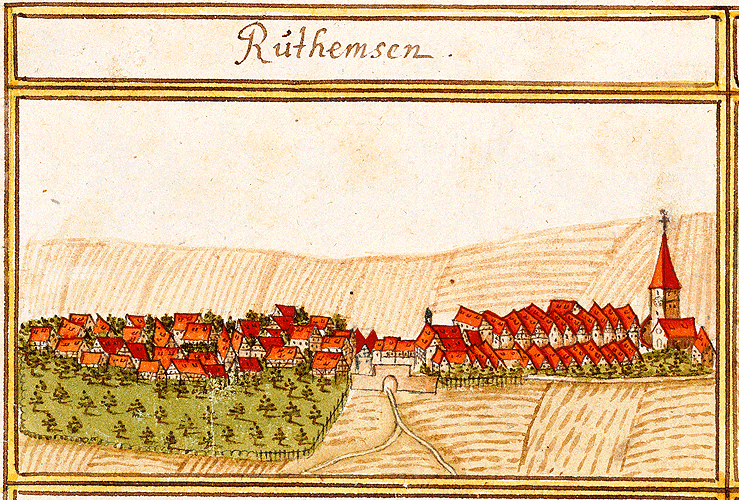
Rutesheim 1683/1685 im Kieserschen Forstlagerbuch

### Rutesheim
Rutesheim, früher auch „Ruthemsen“ geschrieben, wurde erstmals im Jahre 767 in einer Urkunde des Klosters Lorsch erwähnt. Politisch gehörte Rutesheim ab etwa 750 zum Glemsgau, ein Herrschaftsbezirk eines Gaugrafen, der ab dem 13. Jahrhundert nur noch als Regionalbezeichnung diente und als solche vom „Strohgäu“ abgelöst wurde. Rutesheim kam schon zu Beginn des 14. Jahrhunderts durch Kauf an die Grafschaft Württemberg. Grundherrlich war Rutesheim im 15. Jahrhundert Bestandteil des Böblinger Witwenguts der Erzherzogin Mechthild. Später kam das Dorf zum Oberamt Leonberg und verblieb auch dort nach der Umsetzung der neuen Verwaltungsgliederung im Königreich Württemberg. Am 30. Juni 1837 gingen 120 Gebäude in einer Feuersbrunst verloren. 1869 erfolgte mit der Eröffnung des Bahnhofs an der Schwarzwaldbahn der Anschluss an das Streckennetz der Württembergischen Eisenbahn. Bei der Kreisreform während der NS-Zeit in Württemberg gelangte Rutesheim 1938 zum erweiterten Landkreis Leonberg. 1945 geriet Rutesheim in die Amerikanische Besatzungszone und gehörte somit zum neu gegründeten Land Württemberg-Baden, das 1952 im Bundesland Baden-Württemberg aufging. 1973 vollzog sich die Kreisreform in Baden-Württemberg, bei der Rutesheim zum Landkreis Böblingen kam.

### Perouse
Das am 1. Dezember 1971 eingemeindete Perouse entstand durch die Ansiedlung von 71 Waldenser-Familien, die ihre am 13. Juni 1699 gegründete Gemeinde in Erinnerung an ihre ursprüngliche Heimatgemeinde Perouse (heute Perosa Argentina) im Piemont nannten. Herzog Eberhard Ludwig von Württemberg hatte den aus Frankreich vertriebenen Waldensern das Land angeboten.

### Stadterhebung
Auf Beschluss der Landesregierung vom 22. Januar 2008 wurde Rutesheim zum 1. Juli 2008 die Bezeichnung „Stadt“ verliehen. Am 26. Juni 2008 übergab Ministerpräsident Oettinger in einem Festakt die Stadturkunde.

### Einwohnerentwicklung
Es handelt sich um Einwohnerzahlen nach dem jeweiligen Gebietsstand. Die Zahlen sind Volkszählungsergebnisse (¹) oder amtliche Fortschreibungen des Statistischen Landesamtes Baden-Württemberg (nur Hauptwohnsitze).
| Jahr                 | Einwohner |
| -------------------- | --------- |
| 1. Dezember 1871 ¹   | 1.654     |
| 1. Dezember 1880 ¹   | 1.754     |
| 1. Dezember 1890 ¹   | 1.787     |
| 1. Dezember 1900 ¹   | 1.799     |
| 1. Dezember 1910 ¹   | 1.990     |
| 16. Juni 1925 ¹      | 2.220     |
| 16. Juni 1933 ¹      | 2.375     |
| 17. Mai 1939 ¹       | 2.515     |
| 13. September 1950 ¹ | 3.368     |
| 6. Juni 1961 ¹       | 5.273     |

| Jahr              | Einwohner |
| ----------------- | --------- |
| 27. Mai 1970 ¹    | 7.719     |
| 31. Dezember 1980 | 8.291     |
| 27. Mai 1987 ¹    | 8.511     |
| 31. Dezember 1990 | 9.025     |
| 31. Dezember 1995 | 9.515     |
| 31. Dezember 2000 | 9.970     |
| 31. Dezember 2005 | 10.145    |
| 31. Dezember 2010 | 10.249    |
| 31. Dezember 2015 | 10.624    |
| 31. Dezember 2020 | 10.875    |

## Religion
Kirchenrechtlich gehörte Rutesheim bis zur Reformation zum römisch-katholischen Landkapitel Grüningen im Speyrer Archidiakonat Trinitatis.
Seit der Reformation im Herzogtum Württemberg 1534 gehörte der Ort zur evangelischen Superintendenz Leonberg. Die evangelischen Kirchengemeinden in Rutesheim sind innerhalb der Evangelischen Landeskirche dem Kirchenbezirk Leonberg zugeordnet.
Nach dem Zweiten Weltkrieg kamen viele Neubürger unterschiedlicher Konfession hinzu. In der Stadt Rutesheim gibt sechs Kirchengemeinden: drei evangelische (Rutesheim, Perouse und Heuweg-Silberberg), eine evangelisch-methodistische, eine katholische und eine neuapostolische Gemeinde sowie eine altpietistische Gemeinschaft.

## Politik

### Bürgermeister
Bei der Bürgermeisterwahl am 4. Februar 2018 wurde Susanne Widmaier mit 70,87 % der gültigen Stimmen zur neuen Bürgermeisterin gewählt und trat das Amt am 1. April 2018 an.

### Gemeinderat
In Rutesheim wurde der Gemeinderat bis 2019 nach dem Verfahren der unechten Teilortswahl gewählt. 2023 wurde die unechte Teilortswahl abgeschafft. Der Gemeinderat in Rutesheim hat seit der Kommunalwahl 2024 18 Mitglieder. Er besteht aus den gewählten ehrenamtlichen Gemeinderäten und der Bürgermeisterin als Vorsitzender.
Die Kommunalwahl am 9. Juni 2024 führte zu folgendem vorläufigen Endergebnis.
| Parteien und Wählergemeinschaften | Parteien und Wählergemeinschaften           | % 2024  | Sitze 2024 | % 2019  | Sitze 2019 | Kommunalwahl 2024 %3020100 20,44 %21,48 %18,54 %12,47 %14,15 %12,92 %n. k. % BWVUBRCDUSPDGrüneWIRGABLGewinne und Verlusteim Vergleich zu 2019 %p 16 14 12 10 8 6 4 2 0 −2 −4 −6 −8−10−12−14−16−18−7,54 %p−2,75 %p−2,50 %p+2,49 %p+14,15 %p+12,92 %p−16,78 %pBWVUBRCDUSPDGrüneWIRGABL |
| BWV                               | Bürgerliche Wählervereinigung Rutesheim     | 20,44   | 4          | 27,98   | 5          | Kommunalwahl 2024 %3020100 20,44 %21,48 %18,54 %12,47 %14,15 %12,92 %n. k. % BWVUBRCDUSPDGrüneWIRGABLGewinne und Verlusteim Vergleich zu 2019 %p 16 14 12 10 8 6 4 2 0 −2 −4 −6 −8−10−12−14−16−18−7,54 %p−2,75 %p−2,50 %p+2,49 %p+14,15 %p+12,92 %p−16,78 %pBWVUBRCDUSPDGrüneWIRGABL |
| UBR                               | Unabhängige Bürger Rutesheim                | 21,48   | 4          | 24,23   | 5          | Kommunalwahl 2024 %3020100 20,44 %21,48 %18,54 %12,47 %14,15 %12,92 %n. k. % BWVUBRCDUSPDGrüneWIRGABLGewinne und Verlusteim Vergleich zu 2019 %p 16 14 12 10 8 6 4 2 0 −2 −4 −6 −8−10−12−14−16−18−7,54 %p−2,75 %p−2,50 %p+2,49 %p+14,15 %p+12,92 %p−16,78 %pBWVUBRCDUSPDGrüneWIRGABL |
| CDU                               | Christlich Demokratische Union Deutschlands | 18,54   | 3          | 21,04   | 4          | Kommunalwahl 2024 %3020100 20,44 %21,48 %18,54 %12,47 %14,15 %12,92 %n. k. % BWVUBRCDUSPDGrüneWIRGABLGewinne und Verlusteim Vergleich zu 2019 %p 16 14 12 10 8 6 4 2 0 −2 −4 −6 −8−10−12−14−16−18−7,54 %p−2,75 %p−2,50 %p+2,49 %p+14,15 %p+12,92 %p−16,78 %pBWVUBRCDUSPDGrüneWIRGABL |
| SPD                               | Sozialdemokratische Partei Deutschlands     | 12,47   | 2          | 9,98    | 2          | Kommunalwahl 2024 %3020100 20,44 %21,48 %18,54 %12,47 %14,15 %12,92 %n. k. % BWVUBRCDUSPDGrüneWIRGABLGewinne und Verlusteim Vergleich zu 2019 %p 16 14 12 10 8 6 4 2 0 −2 −4 −6 −8−10−12−14−16−18−7,54 %p−2,75 %p−2,50 %p+2,49 %p+14,15 %p+12,92 %p−16,78 %pBWVUBRCDUSPDGrüneWIRGABL |
| GRÜNE                             | Bündnis 90/Die Grünen                       | 14,15   | 3          | –       | –          | Kommunalwahl 2024 %3020100 20,44 %21,48 %18,54 %12,47 %14,15 %12,92 %n. k. % BWVUBRCDUSPDGrüneWIRGABLGewinne und Verlusteim Vergleich zu 2019 %p 16 14 12 10 8 6 4 2 0 −2 −4 −6 −8−10−12−14−16−18−7,54 %p−2,75 %p−2,50 %p+2,49 %p+14,15 %p+12,92 %p−16,78 %pBWVUBRCDUSPDGrüneWIRGABL |
| WIR                               | Wir in Rutesheim                            | 12,92   | 2          | –       | –          | Kommunalwahl 2024 %3020100 20,44 %21,48 %18,54 %12,47 %14,15 %12,92 %n. k. % BWVUBRCDUSPDGrüneWIRGABLGewinne und Verlusteim Vergleich zu 2019 %p 16 14 12 10 8 6 4 2 0 −2 −4 −6 −8−10−12−14−16−18−7,54 %p−2,75 %p−2,50 %p+2,49 %p+14,15 %p+12,92 %p−16,78 %pBWVUBRCDUSPDGrüneWIRGABL |
| GABL                              | Grün-Alternative Bürgerliste                | –       | –          | 16,78   | 3          | Kommunalwahl 2024 %3020100 20,44 %21,48 %18,54 %12,47 %14,15 %12,92 %n. k. % BWVUBRCDUSPDGrüneWIRGABLGewinne und Verlusteim Vergleich zu 2019 %p 16 14 12 10 8 6 4 2 0 −2 −4 −6 −8−10−12−14−16−18−7,54 %p−2,75 %p−2,50 %p+2,49 %p+14,15 %p+12,92 %p−16,78 %pBWVUBRCDUSPDGrüneWIRGABL |
| gesamt                            | gesamt                                      | 100,0   | 18         | 100,0   | 19         | Kommunalwahl 2024 %3020100 20,44 %21,48 %18,54 %12,47 %14,15 %12,92 %n. k. % BWVUBRCDUSPDGrüneWIRGABLGewinne und Verlusteim Vergleich zu 2019 %p 16 14 12 10 8 6 4 2 0 −2 −4 −6 −8−10−12−14−16−18−7,54 %p−2,75 %p−2,50 %p+2,49 %p+14,15 %p+12,92 %p−16,78 %pBWVUBRCDUSPDGrüneWIRGABL |
| Wahlbeteiligung                   | Wahlbeteiligung                             | 68,59 % | 68,59 %    | 65,61 % | 65,61 %    | Kommunalwahl 2024 %3020100 20,44 %21,48 %18,54 %12,47 %14,15 %12,92 %n. k. % BWVUBRCDUSPDGrüneWIRGABLGewinne und Verlusteim Vergleich zu 2019 %p 16 14 12 10 8 6 4 2 0 −2 −4 −6 −8−10−12−14−16−18−7,54 %p−2,75 %p−2,50 %p+2,49 %p+14,15 %p+12,92 %p−16,78 %pBWVUBRCDUSPDGrüneWIRGABL |

### Wappen
| Wappen der Stadt Rutesheim | Blasonierung: „In Gold (Gelb) ein grünes Rutenbündel.“ |
| Wappen der Stadt Rutesheim | Wappenbegründung: Das auf den Ortsnamen hinweisende Rutenbündel im Rutesheimer Wappen ist bereits im Kieserschen Forstlagerbuch von 1682 als Flecken- beziehungsweise Marksteinzeichen belegt. In einem stilistisch auf Vorgänger des frühen 19. Jahrhunderts zurückgehenden Gemeindestempel, der im Jahre 1930 in Gebrauch war, erscheint es als „redende“ Wappenfigur. Die zugrundeliegende volksetymologische Deutung des Ortsnamens ist aber ein Irrtum: Rutesheim hängt nicht mit „Rute“, sondern mit dem Personennamen „Ruotmar“ zusammen. Am 16. Dezember 1966 erfolgte die Verleihung des nun auch in den Farben festgelegten Wappens und der daraus abgeleiteten Flagge durch das Innenministerium. |

### Gemeindepartnerschaften
Rutesheim pflegt interkommunale Kontakte mit
- Scheibbs in Niederösterreich; Partnerschaft seit 1972
- Saalburg-Ebersdorf in Thüringen; Kontakte seit 1989
- Perosa Argentina in der norditalienischen Region Piemont; Freundschaftsvertrag 2008, Partnerschaft seit 2017

## Infrastruktur und Wirtschaft

### Verkehr

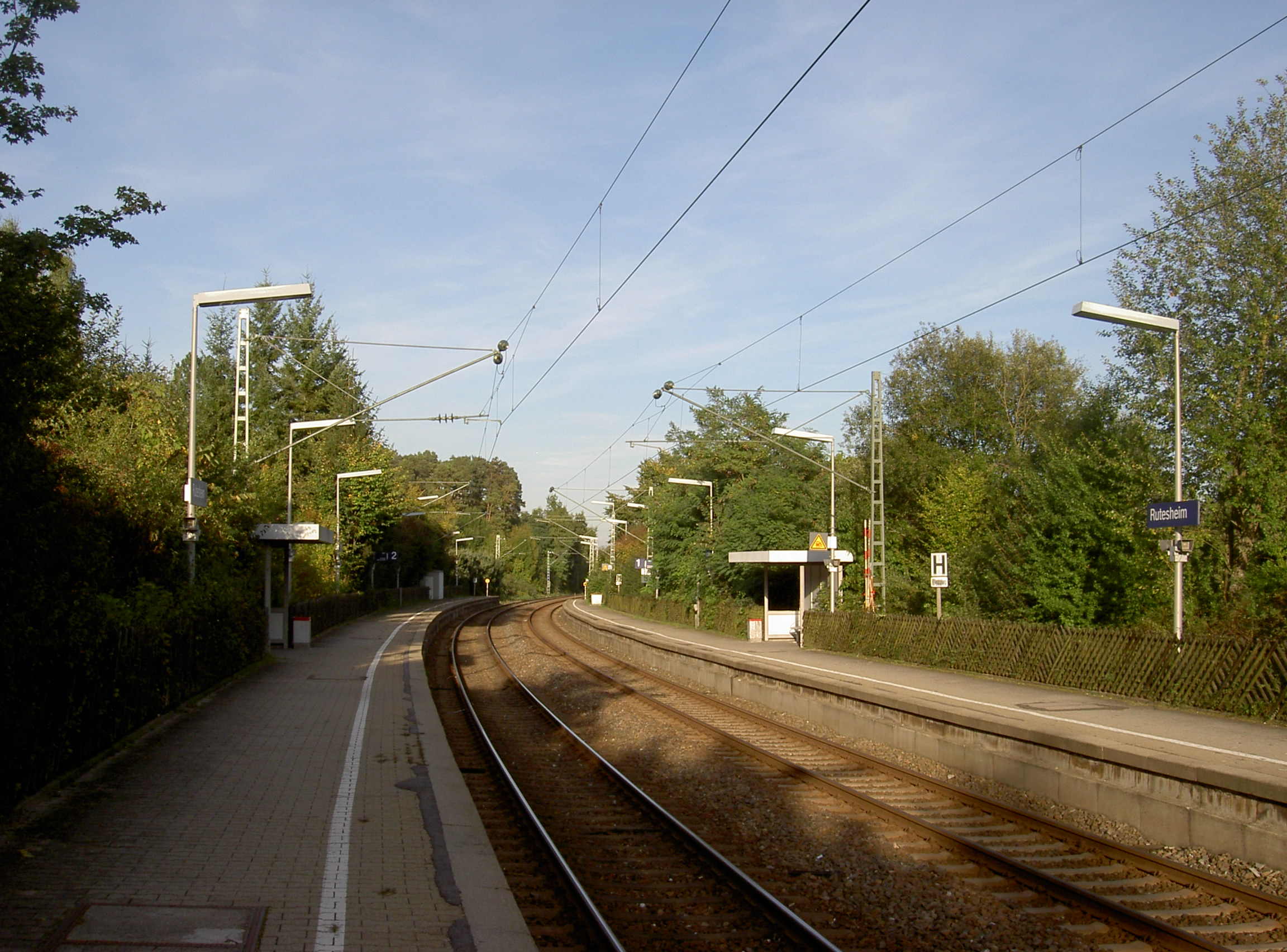
Bahnhof Rutesheim

Rutesheim liegt unmittelbar an der Bundesautobahn 8 (A8), 5 km von Leonberg, 18 km von Stuttgart-Mitte und 22 km vom Flughafen Stuttgart und der Neuen Messe entfernt. Im September 2008 wurde nach dem sechsstreifigen Ausbau der A8 die Anschlussstelle Rutesheim für den Verkehr freigegeben. Die Umgehungsstraße (Nordumfahrung Rutesheim) entlastet seit Juli 2007 den Stadtkern vom Durchgangsverkehr und verbindet das Gewerbegebiet Schertlenswald ortsdurchfahrtsfrei mit der Autobahn. Der Stadtteil Perouse wird durch eine 2017 eröffnete zweite Umfahrung nun vollständig vom Durchgangsverkehr entlastet.
Die Stadt ist über die Schwarzwaldbahn an das Schienennetz angebunden. Auf dieser Strecke verkehren die Linien S6 (Weil der Stadt–Leonberg–Stuttgart) und S60 (Böblingen–Renningen–Stuttgart) der S-Bahn Stuttgart mit dem Halt am S-Bahnhof Rutesheim. Dieser befindet sich 2,5 km vom Rutesheimer Stadtkern entfernt auf dem Gebiet des Leonberger Stadtteils Silberberg, verbunden durch eine Stadtbuslinie des VVS.

### Ansässige Unternehmen
In Rutesheim sind vor allem mittelständische Betriebe und Handwerksbetriebe ansässig.
Neu angesiedelt wurde 2013 die Firma Porsche mit rund 400 Mitarbeitern in Rutesheim. Der Maschinenbauer Voith produziert Hydraulikteile an seinem Standort Rutesheim.

### Bildungseinrichtungen
Mit dem Gymnasium, der Realschule und der Theodor-Heuss-Schule (Grund- und Werkrealschule) verfügt Rutesheim über drei Schulen. Alle drei bieten offene, ganztägige Angebote. Dafür wurde eine neue Mensa mit Aula im Schulzentrum erstellt. Den Busverkehr zu den Schulen wickeln die Firmen Wöhr-Tours aus Weissach und Seitter aus Friolzheim ab. Weiterhin gibt es zehn Kindergärten und Krippen.

## Kultur und Sehenswürdigkeiten
- Obstsortenanlage Häsel: Anlagen mit etwa 190 alten Obstsorten[15]

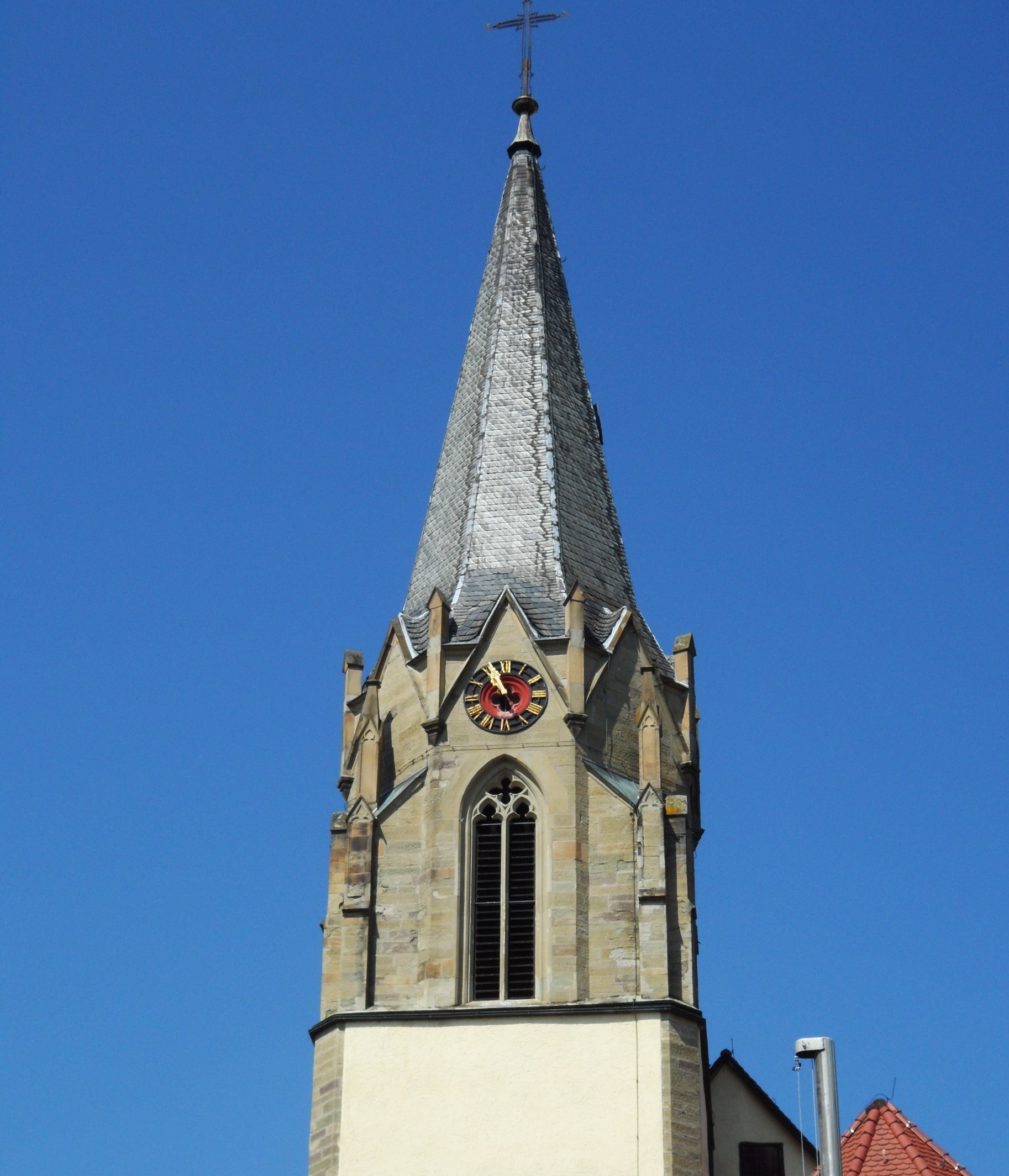
Turm der Evangelischen Johanneskirche Rutesheim

### Bauwerke
- Rathaus Rutesheim (Geographische Koordinaten: 48° 48′ 28″ N, 8° 56′ 50″ O)
- Evangelische Johanneskirche Rutesheim (Geographische Koordinaten: 48° 48′ 32″ N, 8° 56′ 34″ O). 1789 wurde die Kirche durch Kirchenrats-Baumeister Wilhelm Friedrich Goez aus Ludwigsburg im Stil jener Zeit um- und ausgebaut. 1854 erhielt der Turm nach dem Entwurf von Architekt Christian Friedrich Leins seine heutige Gestalt. 1956 wurde der Kirchenraum grundlegend umgestaltet. 2017 waren Dachsanierungen und Modernisierungen erforderlich.
- Rutesheimer Wasserturm (Geographische Koordinaten: 48° 48′ 32″ N, 8° 55′ 58″ O)

## Persönlichkeiten

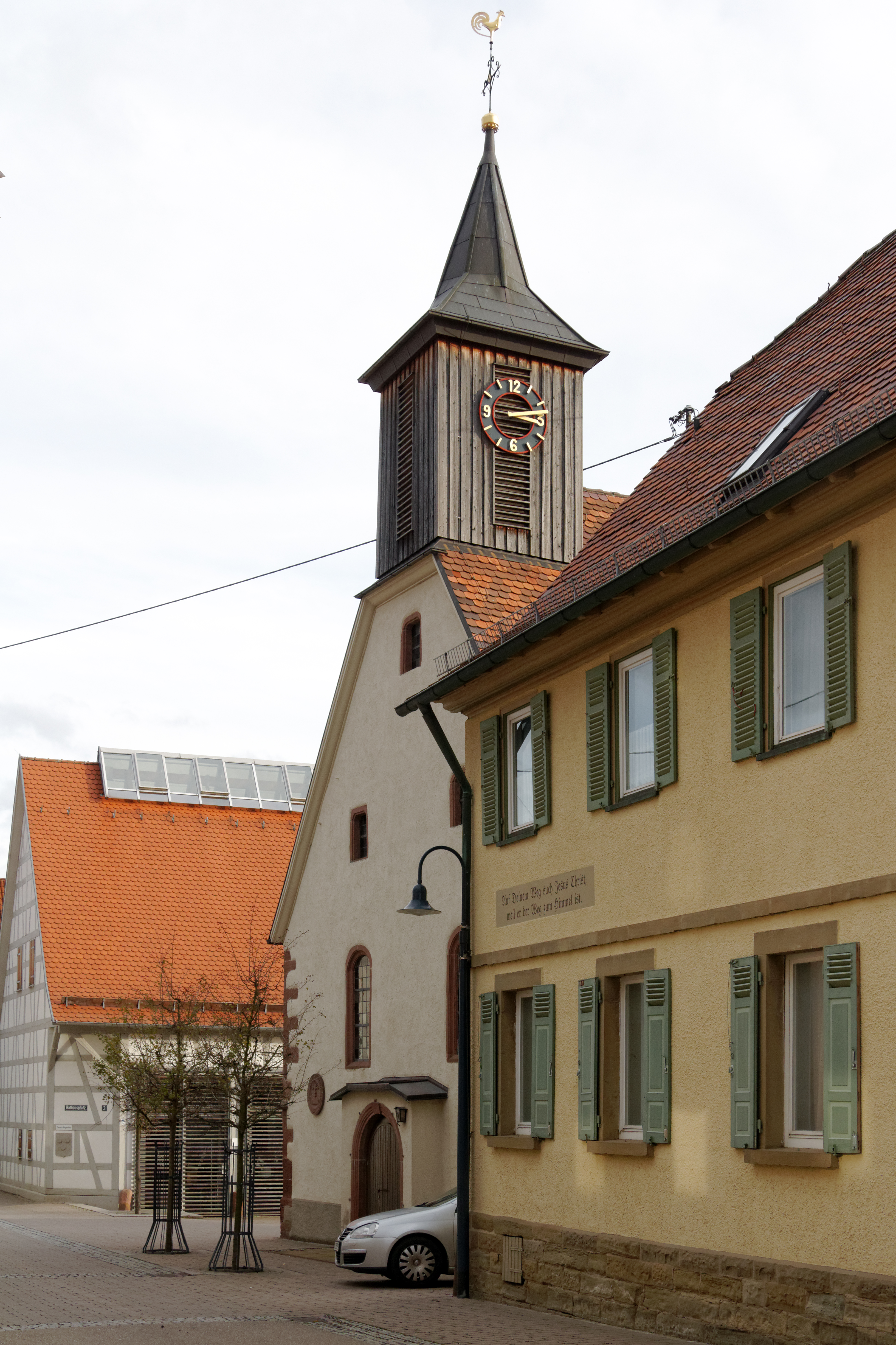
Evangelische Kirche und Gemeindehaus im Stadtteil Perouse

- Wilhelm Kopp (1856–1910), evangelischer Pfarrer, wirkte und starb in Perouse
- Georg Schmidgall (1867–1953), führender Studentenhistoriker, in Rutesheim geboren
- Heinz Fuchs (1934–2012), Unternehmer und Rennwagenkonstrukteur
- Wolfgang Kermer (* 1935), Kunsthistoriker und Hochschulrektor, lebte von 1970 bis 1982 in Rutesheim

## Sport
Die SKV Rutesheim (Sport- und Kulturvereinigung) betreibt die Abteilungen Fußball, Handball, Turnen, Volleyball, Tischtennis, Sportabzeichen, Lauf-Treff, Walking-Treff und die Sängerabteilung. Die Fußballabteilung spielt mit ihren aktiven Teams in der Verbandsliga Württemberg (I.) und der Bezirksliga Enz/Murr (II.), der größte Erfolg war der Aufstieg in die damals drittklassige Amateurliga Württemberg im Jahr 1976.

Der CVJM Rutesheim ist mehrfacher deutscher Eichenkreuzmeister im Indiaca.

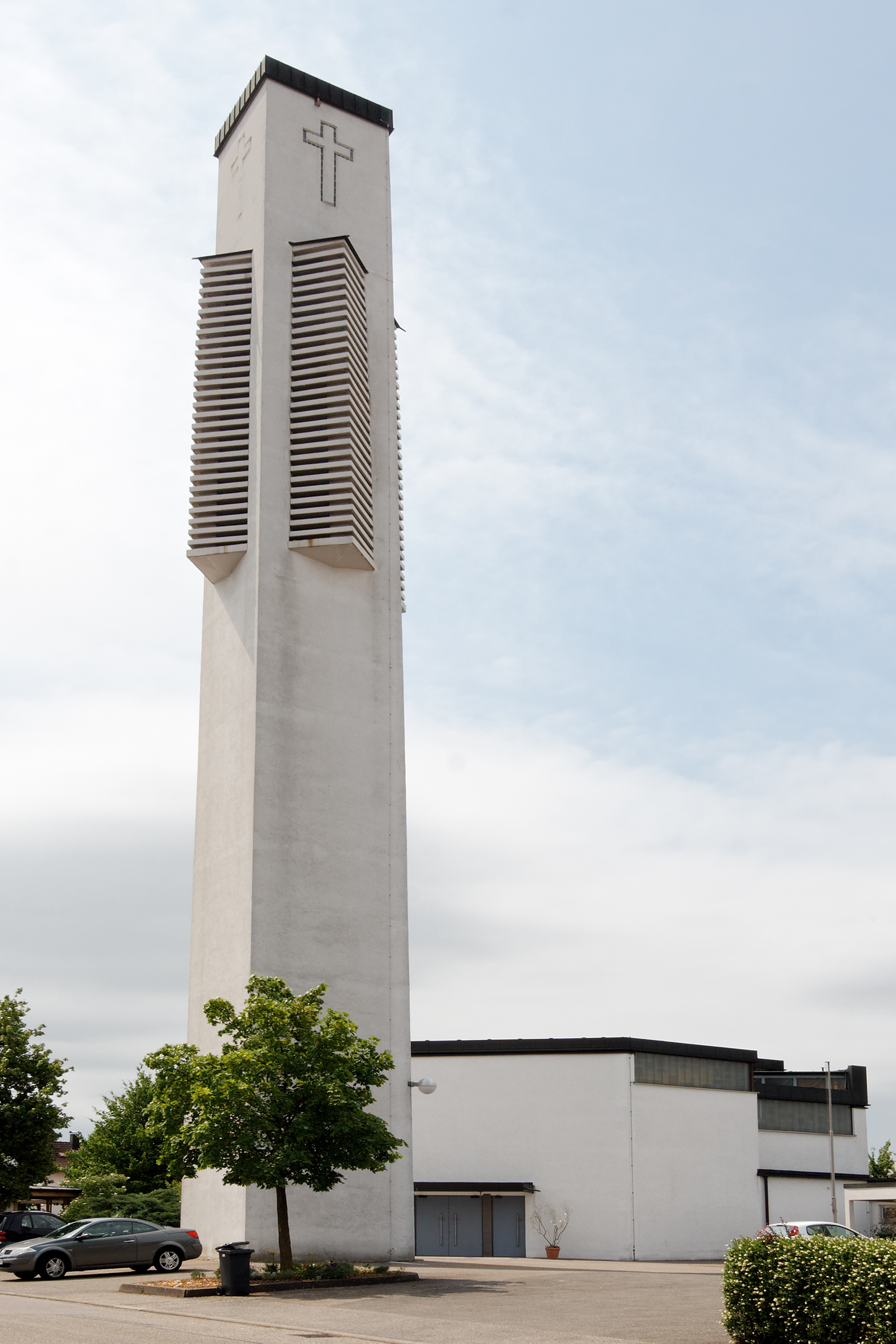
Katholische Kirche St Raphael Rutesheim